# تقنيات الأيكيدو
تقنيات الأيكيدو (بالإنجليزية: Aikido techniques) هي في الغالب تسمى وازا (التي تعني باليابانية التقنية، الفن أو المهارة). التدريب في الأيكيدو يستند مبدئيا على ممارسين اثنين يُطبقان أنواع يتم ترتيبها مسبقا (كاتا) بدلا من ممارسات حرة.

## الهجمات
الأيكيدو يركز على الدفاع، يتطلب مراقبة جيدة للهجمات، ضروري للسماح للمنافس التقدم. ييجب أن يحمل سلامة وقوة متوافقة مع قدرات تقنيات توري.

### ضربة أتيمي
الاتمي : ضربة قوية مؤثرة تؤدي الي تشتيت وارباك الخصم
- شومن أوتشي

ضربة في الرأس للجزء العلوي من الرأس بحافة اليد.
- يوكومين أوتشي

ضرب على جانب حافة الرأس بحافة اليد.
- سوكومين أوتشي

مثل السابقة ولكن مائلة، هذا الهجوم مثير للإعجاب، ولكن في الواقع أقل من الصعب السيطرة عليها من الضربتين السابقتين.
- شودان تسوكي

لكمة مستقيمة في البطن.
- جودان تسوكي

لكمة مستقيمة إلى القصبة الهوائية.
- ماي جيري

ركلة أمامية في البطن.
- مواشي جيري

ركلة قدم دائرية.

### سايسيز: دوري
- كاتات دوري
- ريوت دوري
- كاتاتِ رْيوتِ دوري
- ريو كاتا دوري
- سودِ دوري
- مُنى دوري
- كاتا دوري مان اوك

## هجوم من الخلف: أوشيرو وازا
- أوشيرو كاتيت دوري
- أوشيرو هيجي دوري
- أوشيرو ريو كاتا دوري
- كاتات، كوبي، شيم
- إيري دوري

## الخمس مبادئ الأساسية
- إيكيو
- نيكيو
- سانكيو
- يونكيو
- كوكيو

## سواري وازا
- إيكيو
- سانكيو
- يونكيو
- كوكيو
- إريمي ناج
- كوتِ غايشي
- كايتنْ ناجِي